# ضريح أغا خان

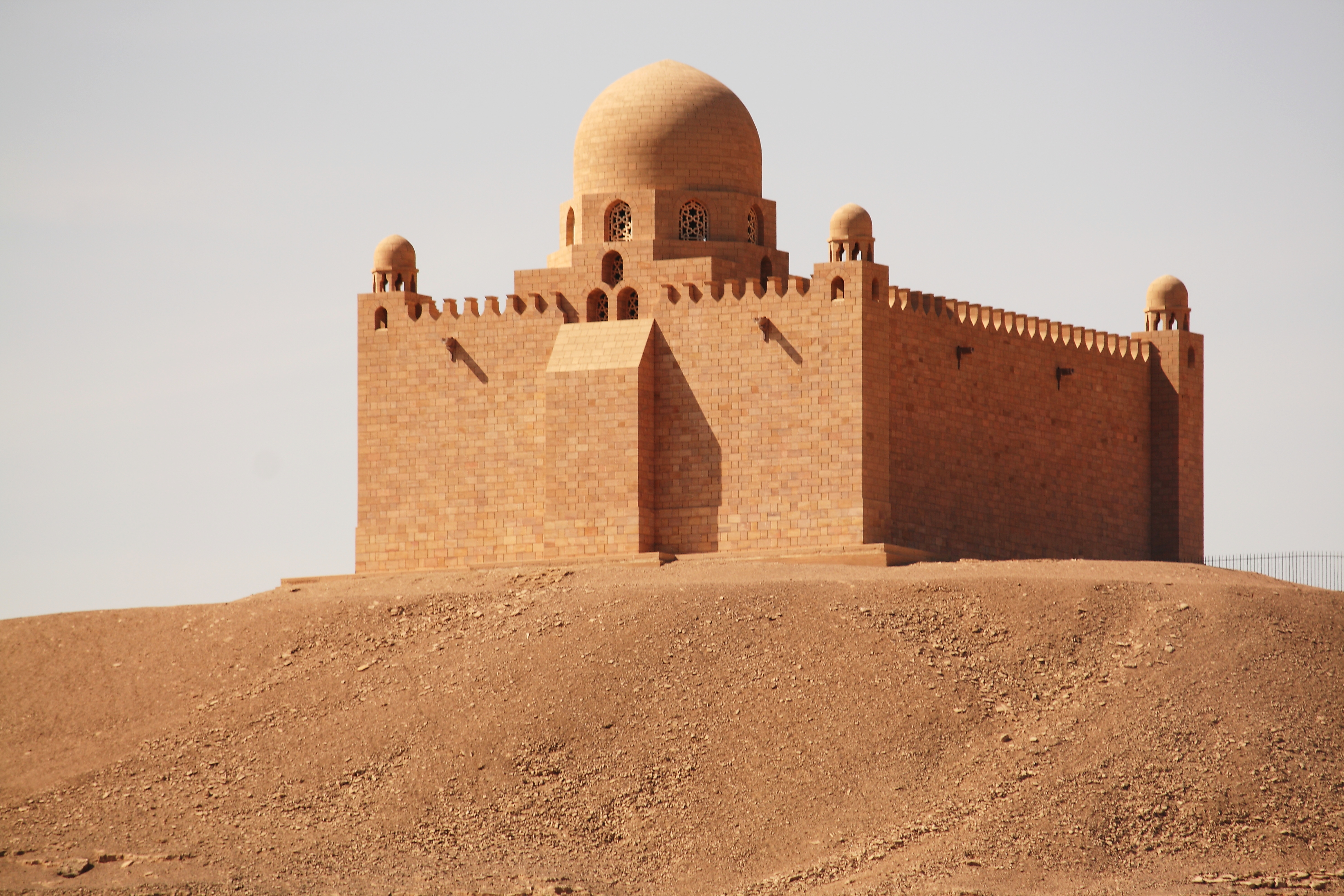
ضريح أغا خان

ضريح الأغا خان هو مدفن آغا خان الثالث (السلطان محمد شاه)، المتوفى سنة 1957، ويوجد على ضفة النيل في مدينة أسوان المصرية. وهذا الضريح مستوحي من تصميم المقابر الفاطمية المصرية .
بُني الضريح من الحجر الجيري الوردي على طراز المقابر الفاطميين بالقاهرة، بينما بني القبر نفسه من رخام كرارا المرمري الأبيض، وقد صمم الضريح المهندس المعماري المصري د. فريد شافعي.
كان الأغا خان قد توفي في فيللا يمتلكها بأسوان في 11 يوليو 1957، ولم يُدفن في هذا الضريح إلا بعد عامين من وفاته، وتوضع كل صباح وردة حمراء على قبر الأغا خان، في تقليد بدأته زوجته الرابعة والأخيرة البيجوم أم حبيبة (1906 ـ 2000)، التي دأبت على وضع وردة حمراء على قبر زوجها كل يوم أثناء وجودها بأسوان، وكانت تعهد إلى البستاني بوضع الوردة يوميًا في غيابها. وقد عاشت أم حبيبة (وهي ملكة جمال فرنسا لسنة 1930، واسمها الأصلي قبل إسلامها إيفون بلانش لابروس) طويلًا بعد وفاة زوجها، وتوفيت في لو كانيه بفرنسا في 1 يوليو 2000، عن عمر جاوز 94 عامًا، ثم نُقل جثمانها لاحقًا إلى أسوان لتُدفن بجوار زوجها في ضريحه.

## سبب بنائه
كان آغا خان الثالث يعانى من الروماتيزم وآلام في العظام، ولم تشفع له ملايينه في العلاج فقد فشل أعظم أطباء العالم حينها في علاجه، فنصحه أحد الأصدقاء بزيارة أسوان، فأن فيها شتاء دافئ عجيب وشعب طيب حبيب، فجاء آغا خان إلى أسوان في حوالي العام 1954 ميلادية بصحبة زوجته وحاشيته ومجموعة كبيرة من أتباع الفرقة الإسماعيلية، وكان آغا خان قد عجز عن المشى ويتحرك بكرسى متحرك، وكان يقيم بفندق كتراكت العتيق أرقى فنادق أسوان ساعتها وحتى يومنا هذا، أحضروا له أفقه شيوخ النوبة بأمور الطب، فنصحه الشيخ بأن يدفن نصف جسمه السفلى في رمال أسوان ثلاث ساعات يومياً ولمدة أسبوع ووسط سخرية وسخط من الأطباء الأجانب، أتبع الأغاخان نصائح الشيخ النوبى، وبعد أسبوع من الدفن اليومى عاد آغا خان إلى الفندق ماشياً على قدميه، وحوله فرحة عارمة من زوجته وأنصاره ومؤيديه ومن ساعتها قرر آغا خان أن يزور أسوان كل شتاء، ولكنه لم يرض أن يكون من رواد الفنادق، فطلب من محافظ أسوان ساعتها أن يقوم بشراء المنطقة التي كان يعالج فيها، ووافق محافظ أسوان على الطلب، فأحضر أغاخان المهندسين والمعماريين والعمال ليبنوا له مقبرة تخلد ذكراه في المنطقة التي شفته من المرض

## أعلام
- آغا خان الثالث